# Новодонецька
Новодонецька — станиця в Виселківському районі Краснодарського краю, у складі Бейсузького сільського поселення.
Населення близько дві тисячі мешканців.
Станиця розташована на річці Бейсужек (права притока Бейсуга), у степовій зоні, за 17 км північно-західніше районного центру — станиці Виселкі. Найближча залізнична станція — Бурсак лежить у селищі Бейсуг, що прилягає до станиці.
Заснована в 1822 році.